# Tålakjaure
Tålakjaure är en sjö i Kiruna kommun i Lappland och ingår i Torneälvens huvudavrinningsområde. Sjön har en area på 0,0895 kvadratkilometer och ligger 934,1 meter över havet.

## Delavrinningsområde
Tålakjaure ingår i det delavrinningsområde (754381-163839) som SMHI kallar för Mynnar i Valasjåkka. Medelhöjden är 1 041 meter över havet och ytan är 11,25 kvadratkilometer. Det finns inga avrinningsområden uppströms utan avrinningsområdet är högsta punkten. Vattendraget som avvattnar avrinningsområdet har biflödesordning 5, vilket innebär att vattnet flödar genom totalt 5 vattendrag innan det når havet efter 470 kilometer. Avrinningsområdet består mestadels av kalfjäll (99 procent). Avrinningsområdet har 0,09 kvadratkilometer vattenytor vilket ger det en sjöprocent på 0,8 procent.